# Dyspessa saissanica
Dyspessa saissanica is een vlinder uit de familie van de Houtboorders (Cossidae). De wetenschappelijke naam van deze soort is voor het eerst voorgesteld door Roman Viktorovitsj Jakovlev in een publicatie uit 2014.
De soort komt voor in Oost-Kazachstan.